# Іван Савич
Іван Савич (справжнє ім'я Лук'яненко Іван Савич; 19 січня 1914, село Савинки Корюківського району Чернігівської області — 28 листопада 2000) — український поет та журналіст.

## Біографія
Іван Лук'яненко народився в родині селянина. Закінчив Український комуністичний інститут журналістики в Харкові та філологічний факультет Київського університету. Працював у редакції київської газети «Пролетарська правда», викладав українську літературу в Кременецькому та Старобільському вчительських інститутах також працював вчителем на Донбасі.
Від початку німецько-радянської війни в діючій армії. Був командиром взводу, помічником начальника штабу полку з розвідки. 30 липня 1942 року в Сальських степах був тяжко поранений у груди й потрапив до полону. Перебуваючи в режимному офіцерському таборі, брав участь у підпіллі (писав і розповсюджував листівки, проводив політичну роботу серед військовополонених). Після звільнення до березня 1946 року був бійцем військово-будівельного загону. По війні працював учителем української літератури на Донбасі.
9 лютого 1948 року його було арештовано у Старобільську, а 30 травня 1948 року військовим трибуналом Прикарпатського військового округу засуджено на 25 років виправно-трудових таборів. Обвинувачений за узвичаєною в той час схемою, перебування в полоні трактувалося як «зрада батьківщини». Покарання відбував у таборах міста Інта (Комі АРСР).
12 червня 1956 року рішенням Комісії Президії Верховної Ради СРСР Савича було визнано засудженим безпідставно і звільнено із зняттям судимості.
Після реабілітації повернувся до педагогічної і літературної роботи. Вступив до Спілки письменників 1959 року.

## Творчість
Збірка поезій «З вічних джерел» (1957), «Позивні з майбутнього» (1959), «Щасливая та доріженька» (1961), «Тяжіння земне», «Роси на травах» (1964), «Зоретворці» {1967), «І серце одпочине» (1970), поема «Марія Заньковецька» (1961). Окремі вірші перекладалися болгарською, угорською, татарською мовами. Книжки «Вічні джерела» та «Народження колоска» перекладені російською.

## Нагороди
Нагороджений орденом Вітчизняної війни 2-го ступеня та медалями.
Почесний громадянин міста Старобільськ.

## Видання
- І. Савич. Роси на травах. — Донецьк : Донбас, 1964. — 72 с.
- І. Савич. Чистота : Поезії. — Київ : Дніпро, 1966. — 148 с.
- И. Савич. Из вечных источников : Стихи. — Москва : Советский писатель, 1967. — 95 с. (рос.)
- І. Савич. Зоретворці : Поезії. — Донецьк : Донбас, 1967. — 116 с.
- І. Савич. І серце одпочине : Поезії. — Київ : Радянський письменник, 1970. — 71 с.
- И. Савич. Роджение колоска : Стихи. — Москва : Советский писатель, 1979. — 102 с. (рос.)
- І. Савич. Народження колоска : Поезії. — Київ : Радянський письменник, 1974. — 71 с.
- І. Савич. Юнь комунівська. — Київ : Молодь, 1976. — 150 с.
- І. Савич. На шлях буття. — Донецьк : Донбас, 1976. — 95 с.
- І. Савич. Незборима пам'ять : Художньо-мемуарні оповіді. — Київ : Молодь, 1980. — 124 с.
- І. Савич. Зірко моя вечорова : Вірші та поеми. — Донецьк : Донбас, 1984. — 184 с.
- І. Савич. Рубежі : Поезії. — Київ : Радянський письменник, 1986. — 94 с.
- І. Савич. Відлуння віку : Поезії. — Київ : Дніпро, 1989. — 159 с.
- І. Савич. Крізь полярні завої : Поезії. — Київ : Радянський письменник, 1989. — 62 с.
- І. Савич. Розвідники весни. — Донецьк : Донбас, 1990. — 159 с.
- І. Савич. Партитура тривоги : Поезії. — Новоайдар : Спілка журналістів України. Новоайдарська первинна організація, 1994. — 88 с.
- І. Савич. З урожайного лану : Поезії. Вибране з вибраного. — Луганськ : Укрроспроммаш, 1997. — 68 с.
- І. Савич. Інтинські тернії: Збірка поезій та спогадів колишнього політв'язня Комі-Гулагу. — [Б. м.] : Джерело, 1998. — 172 с.
- І. Савич. Дивосвіт любові. — Луганськ : Світлиця, 2000. — 80 с.
- И. Савич. Через полярные заносы. — Луганск : Знание, 2003. — 52 с. (рос.)
- І. Савич. Іронія долі // Українське Диво. — 2005. — Кн. 2. — С. 457–459.